# Ischioscia guamae
Ischioscia guamae är en kräftdjursart som beskrevs av Klaus Ulrich Leistikow 200. Ischioscia guamae ingår i släktet Ischioscia och familjen Philosciidae. Inga underarter finns listade i Catalogue of Life.